# 拓跋興宗
拓跋兴宗（?—?），唐朝武官。拓跋后那之子，拓跋思泰的弟弟。
他是拓跋守寂的叔父，官至朔方军节度副使兼河防使、右领军卫大将军兼将作大匠。母亲谯郡太夫人曹氏，天宝年间，年纪已经八十四五岁，拓跋兴宗向唐玄宗上表请求致仕，回京侍奉母亲，唐玄宗不许。《文苑英华·卷六百四》收录有他的《请致仕侍亲表》三表。